# Erebus (bướm đêm)
Erebus là một chi bướm đêm thuộc họ Erebidae.

## Loài
- Erebus acrotaenia (Felder, 1861)
- Erebus acuta (Fawcett, 1917)
- Erebus aerosa (Swinhoe, 1900)
- Erebus albiangulata (A.E. Prout, 1924)
- Erebus albicintus (Kollar, 1844) (đồng nghĩa: Erebus obscurata (Wileman, 1923), Erebus rivularis Westwood, 1848)
- Erebus atavistis (Hampson 1913)
- Erebus candidii (Strand 1920)
- Erebus caprimulgus (Fabricius, 1775)
- Erebus clavifera (Hampson, 1913)
- Erebus crepuscularis (Linnaeus, 1758)
- Erebus cyclops (Felder, 1861)
- Erebus ephesperis (Hübner, 1827)
- Erebus hieroglyphica (Drury, 1773) (đồng nghĩa: Erebus celebensis (Hopffer, 1874), Erebus hermonia (Cramer, 1777), Erebus lunaris (Walker, 1864), Erebus mygdonia (Cramer, 1777), Erebus tenebrata (L.B. Prout, 1919), Erebus ulula (Fabricius, 1775))
- Erebus felderi (A.E. Prout, 1922) (đồng nghĩa: Erebus seistosticha (A.E. Prout, 1926))
- Erebus gemmans (Guenée, 1852)
- Erebus glaucopis (Walker, 1858) (đồng nghĩa: Erebus prunosa (Moore, 1883))
- Erebus illodes (Zerny, 1916)
- Erebus intermedia (Pagenstecher, 1900)
- Erebus ipsa (Swinhoe, 1918)
- Erebus jaintiana (Swinhoe, 1896)
- Erebus lombokensis Swinhoe, 1915
- Erebus macfarlanei (Butler, 1876)
- Erebus macrops (Linnaeus, 1768)
- Erebus maurus (Gaede, 1917)
- Erebus mirans A.E. Prout, 1932
- Erebus nyctaculis (Snellen, 1880)
- Erebus obscura (Bethune-Baker, 1906)
- Erebus orcina (Felder và Rogenhofer, 1874)
- Erebus pilosa (Leech, 1900)
- Erebus purpurata (Druce, 1888) (đồng nghĩa: Erebus aroa Bethune-Baker, 1908)
- Erebus strigipennis (Moore, 1883)
- Erebus sumatrensis (Hampson, 1913)
- Erebus sumbana (Swinhoe, 1918) (đồng nghĩa: Erebus ceramica (Swinhoe 1918), Erebus luzonica (Swinhoe, 1918))
- Erebus superba (Swinhoe, 1908)
- Erebus terminitincta (Gaede, 1938) (đồng nghĩa: Erebus variegata (Swinhoe, 1900))
- Erebus variegata (Butler, 1887)
- Erebus walkeri (Butler, 1875) (đồng nghĩa: Erebus valceri (Hampson, 1913))

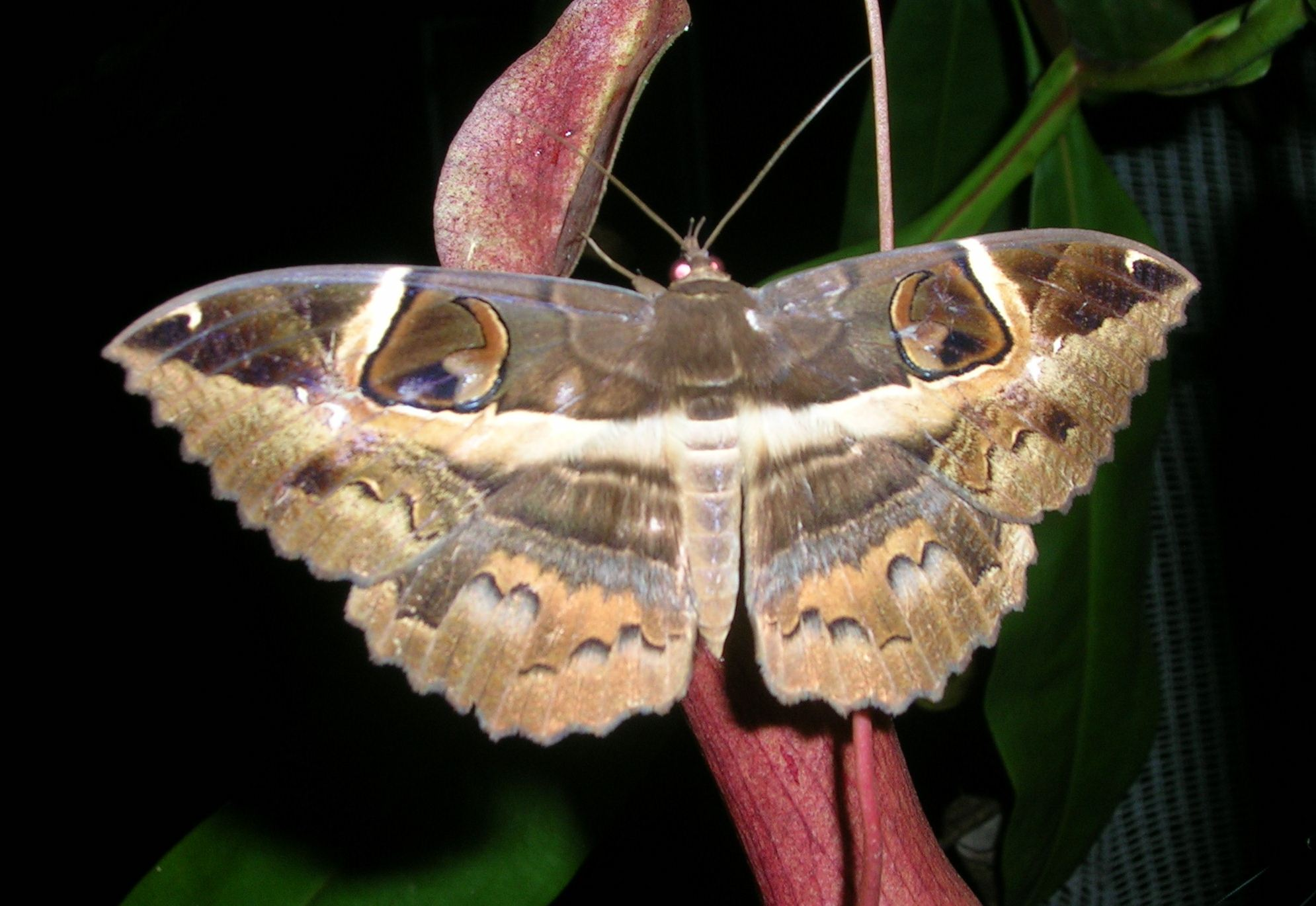
Erebus ephesperis